# Església de Dodo

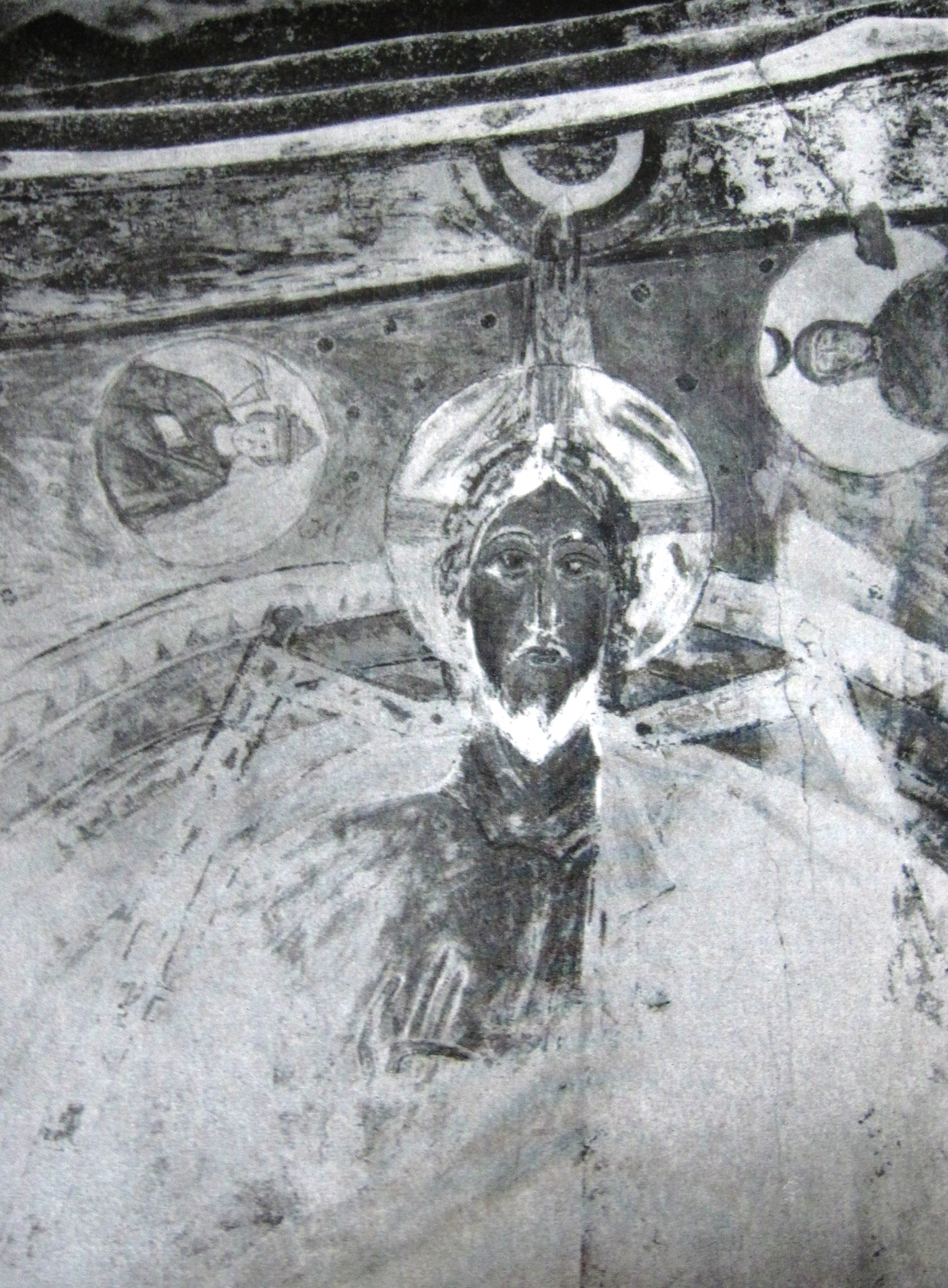
Detall de Crist a la pintura al fresc de l'església de Dodo

L'església de Dodó (en georgià: დოდოს რქა), o l'església de la cova de Dodó, és un monument històric i arquitectònic del complex monàstic de David Gareja. Està situat a la regió de Kakhètia, a l'est de Geòrgia, junt als vessants del desert del mont Gareja, a uns 60-70 km al sud-est de la capital del país, Tbilisi.

## Història
L'església va ser fundada per Dodó, un dels deixebles de David Gareja a la primera meitat del segle vi; la seva història està directament vinculada a la història general del monestir. Als segles XIII-XVIII l'església va ser sotmesa als atacs de les dinasties dels mongols, timúrides, seljúcides i safàvides, i fou saquejada i abandonada repetidament.

## Característiques arquitectòniques
L'església consisteix en un complex de coves de diversos períodes (segles VI-XVIII). La sala principal data dels s. XI-XIII. Utilitzada com un santuari, la part més important i antiga de la petita església es troba a la cantonada de la roca.
La sala principal de l'església està decorada amb pintura al fresc de gran importància històrica i cultural. El fresc de l'altar central il·lustra la «Benedicció de Crist», sostenint un llibre tancat, amb alfabet georgià, a la mà esquerra. També es mostren alguns dels arcàngels com ara Miquel i Gabriel, així com querubins.